# Cassiti

L'Impero babilonese sotto il dominio cassita

I Cassiti (o Cossei) furono una popolazione proveniente dai monti Zagros. Già presenti nel Vicino Oriente almeno dal XVIII secolo a.C. (riconoscibili dall'onomastica), ottennero preminenza politica all'inizio del XVI secolo a.C., avviando una propria dinastia (la cosiddetta dinastia cassita) sul trono di Babilonia (o Karduniash, come i Cassiti chiamavano l'area).
Erano governati da un'aristocrazia, i cui nomi presentano elementi identificabili come indoiranici benché non sia ancora certo se fossero di tale origine linguistica. L'origine e la classificazione della lingua cassita, come la lingua sumera e la lingua hurrita, rimane tuttavia incerta e, come queste ultime due lingue, ha generato nel corso degli anni una vasta gamma di speculazioni, fino a collegarla al sanscrito.
I primi sovrani Cassiti sono Gandash, Agum I e Kashtiliash. Agum II estese la propria egemonia fino in Caldea. L'ultimo re della I dinastia del Paese del Mare, Ea-gamil, venne sconfitto nel 1480 a.C. dalla dinastia cassita di Ulamburiash. Con il sovrano Adadnirari ed i suoi successori iniziava la dinastia medio-assira. La dinastia cassita regnò sulla Mesopotamia fino al 1155 a.C. quando si scontrò con gli Assiri e fu sconfitta dagli Elamiti.

## Storia

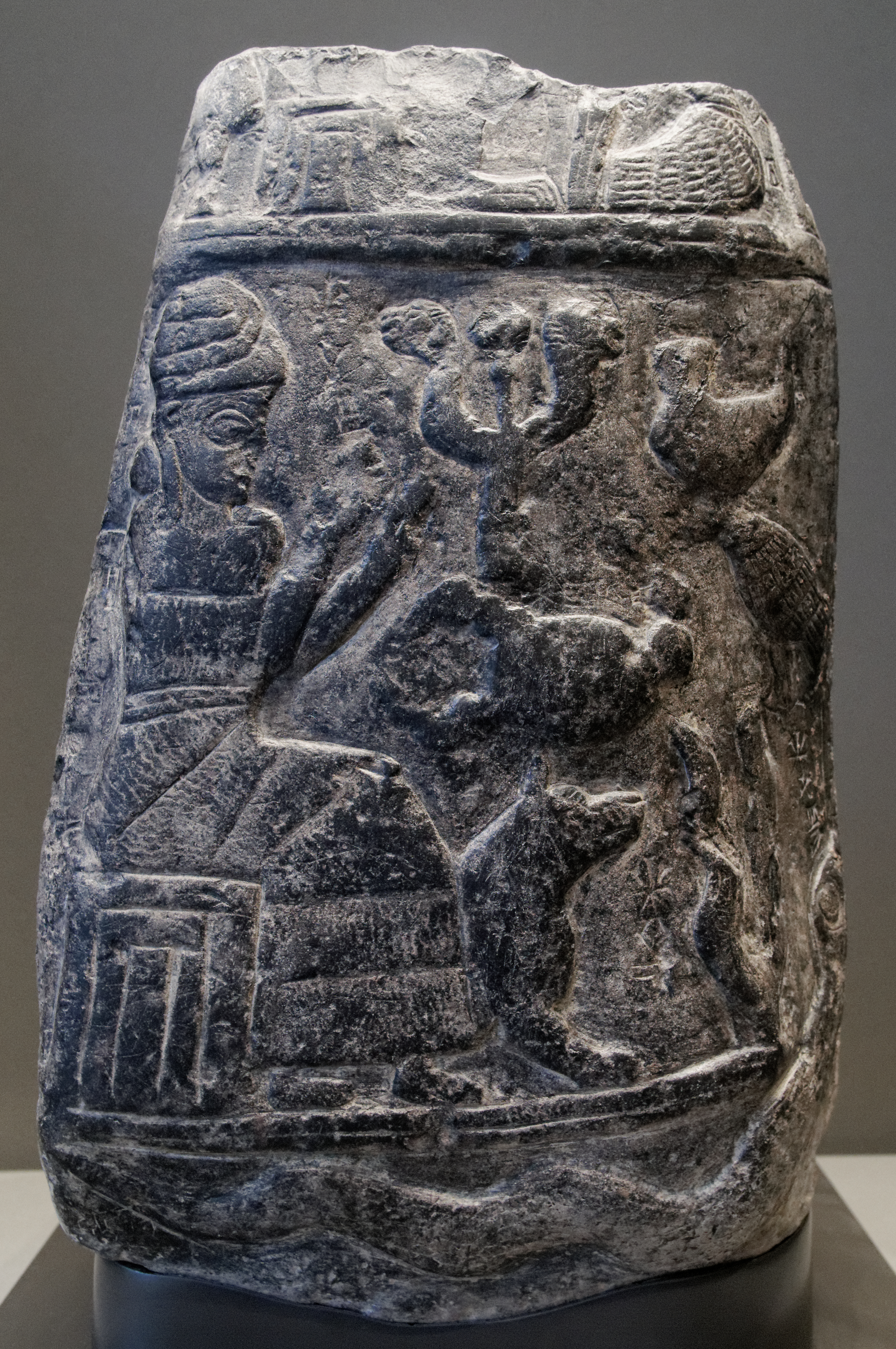
Kudurru del sovrano Marduk-apla-iddina I. Museo del Louvre

I Cassiti sono menzionati per la prima volta nel 9º anno regnante di Šamšu-iluna (I dinastia di Babilonia, 1741 a.C. secondo la Cronologia Media) come lavoratori agricoli a Sippar. Secondo Brinkman i cassiti sono attestati anche verso la fine dell'epoca antico-babilonese sul medio Eufrate, a Hana, Terqa e Alalack. La presenza a Terqa e Hana, tuttavia, si basa unicamente sul nome del sovrano Kaštiliašu, che altri considerano un amurita. Un'altra menzione dei Cassiti si trova a Nuzi. Presumibilmente ci fu sia un avanzamento sociale dei migranti - tre generazioni più tardi i cassiti sono menzionati come funzionari amministrativi e avevano il diritto di acquistare terreni - sia l'immigrazione di una classe superiore aristocratica e del suo seguito. I Cassiti si distinguevano ora soprattutto per la loro conoscenza dell'allevamento di cavalli e della costruzione di carri. 
Nel 1595 a.C., Samsi-Ditana, re di Babilonia, fu sconfitto da Mursili I, re degli Ittiti, che si impadronì della statua di Marduk custodita nell'Esagila, il grande tempio della città di Babilonia, che portò con sé. Questa sconfitta segnò la fine della dinastia babilonese degli Amorrei, già fortemente indebolita dai vari rivali, tra cui i Cassiti. Al momento della caduta di Babilonia, i Cassiti facevano già parte della regione da un secolo e mezzo, agendo a volte con gli interessi di Babilonia e a volte contro. Ci sono testimonianze di interazioni tra Cassiti e Babilonesi, nel contesto dell'impiego militare, durante i regni dei re babilonesi Samsu-iluna (1686-1648 a.C.), Abī-ešuh e Ammī-ditāna.
Secondo la lista reale babilonese, Agum II avrebbe preso il controllo di Babilonia dopo che la città era stata saccheggiata dagli Ittiti. Secondo la stessa fonte, Agum II sarebbe stato il decimo sovrano della dinastia dei re cassiti (fondata da un certo Gandas), che avrebbe regnato chissà dove nella seconda metà del XVIII secolo a.C.. Forse i Cassiti erano alleati con gli Ittiti e sostenevano la loro campagna di conquista del potere. 
Furono probabilmente i Cassiti ad introdurre nella regione Mesopotamica il carro da guerra.

### Tarda età del bronzo

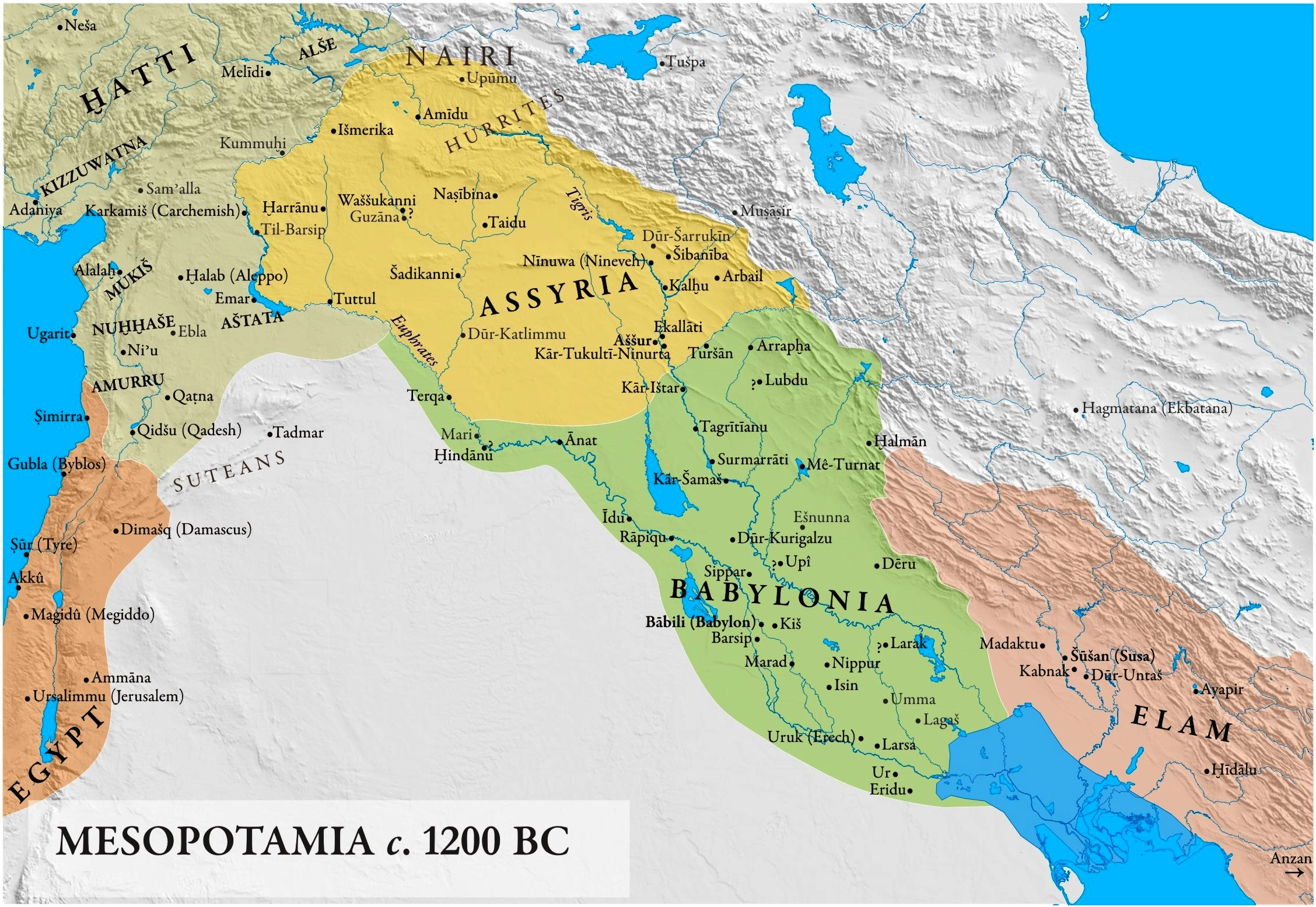
Estensione massima del Regno babilonese cassita

La caduta della prima dinastia del Paese del Mare nel 1460 a.C. creò un vuoto di potere che i Cassiti colmarono. Dopo la distruzione dei Mittani da parte degli Ittiti, all'inizio del XIV secolo a.C., l'Assiria salì al potere creando una struttura di potere a tre vie nella regione tra Cassiti, Ittiti e Assiri, con l'Elam che esercitava la sua influenza da est e l'Egitto da sud. Alcune delle Lettere di Amarna sono corrispondenza tra i rispettivi governanti (tra cui 14 tra il faraone e il sovrano cassita). Tra queste parti si instaurò un sistema internazionale collegato da scambi commerciali diffusi, trattati e matrimoni tra le classi dominanti (soprattutto tra cassiti ed elamiti). Tra i trattati tipici ricordiamo il trattato di pace tra Egitto e Ittiti (1259 ca. a.C.) e il trattato tra il sovrano cassita Karaindash e il sovrano assiro Ashur-bel-nisheshu (1410 a.C. circa).
È stato tramandato un incontro personale di un re cassita, forse Karaindash, con il faraone egiziano Thutmosis III sull'Eufrate. Anche le principesse cassite furono inviate alla corte egiziana.
All'apice della loro potenza, i Cassiti, sotto Kurigalzu I, a metà del XIV secolo a.C., conquistarono l'Elam e saccheggiarono la capitale Susa. Questo sovrano diede il via a significativi sforzi edilizi a Ur e in altre città della Mesopotamia meridionale. Il più notevole di questi sforzi fu la costruzione di una nuova città, Dur-Kurigalzu. Essa conteneva numerosi palazzi e templi dedicati a molte divinità babilonesi, tra cui Enlil, Ninlil e Ninurta. I Cassiti estesero il loro potere anche nel Golfo Persico, tra cui Qal'at al-Bahrain. Data la vicinanza, nei secoli successivi Assiri e Cassiti entrarono spesso in conflitto politico e militare. Per un certo periodo, all'inizio del regno di Tukulti-Ninurta I, l'Assiria ottenne l'ascendente, finché non intervennero gli Elamiti sotto Kidin-Hutran III. Questo periodo è segnato da uno iato edilizio a Babilonia, simile a quello successivo alla caduta della prima dinastia babilonese.

### Età del ferro
Gli Elamiti della dinastia Shutrukid conquistarono Babilonia, portando via la statua di Marduk, nel XII secolo a.C., ponendo così fine allo stato cassita. Secondo la Cronaca sincronica assira, che non è considerata attendibile, l'ultimo re cassita, Enlil-nadin-ahi, fu portato a Susa e imprigionato nel 1155 a.C., dove morì anche lui.
Gli annali del re assiro Sennacherib raccontano che nella sua seconda campagna orientale del 702 a.C. egli si accanì contro la terra dei Cassiti, che si trovava lungo il fiume Diyala, tra il Jebel Hamrin e il Darband-i-Khan. I Cassiti si rifugiarono sulle montagne, ma furono fatti scendere e reinsediati, secondo la prassi assira, ad Hardispi e Bit Kubatti, che divennero parte del distretto di Arrapha.

## Società
La società cassita, dominata dal re e dell'aristocrazia, poteva contare di un buon apparato burocratico di magistrati e funzionari. Lo shatammu si occupava delle funzioni amministrative ed il kazannu del mantenimento dell'ordine pubblico ed alla giustizia, proprio come i pretori romani. Il sistema feudale cassita era molto articolato. Per segnalare i confini territoriali si faceva uso di monumenti in pietra speciali, il kudurru.
Nel periodo cassita, una parte considerevole della terra apparteneva al re e ai templi. Tuttavia, la terra poteva essere ceduta a singoli individui, spesso attestata da un kudurru, un atto di proprietà scolpito nella pietra. Anche i dazi o il lavoro per la corona potevano essere rimessi in perpetuo. Si presume che tali donazioni fossero ereditarie. Nel corso del tempo, i re cassiti devono aver rinunciato a considerevoli terre ed entrate fiscali attraverso queste donazioni. I templi avevano un'organizzazione indipendente del lavoro, ma dovevano pagare le tasse al re. L'irrigazione era sotto il controllo reale, le lettere dei principi della città al re lo informavano dei problemi. Le città erano amministrate da un GÚ.EN.NA, i villaggi da un ḫazannu.

## Religione e cultura
La religione cassita è scarsamente attestata. Si conoscono i nomi di alcune divinità; le principali, le divinità titolari dei re, erano Shuqamuna e Shumaliya. Come avviene in tutte le culture umane, vi fu una certa contaminazione con altre religioni. Dopo che Babilonia entrò nella sfera dell'influenza cassita, il suo dio cittadino (la divinità poliade) Marduk, fu inglobato nel pantheon di questo popolo, che iniziò ad adorare gli dèi mesopotamici tradizionali, quali Marduk ed Enlil. I Cassiti istituirono particolarissime pratiche divinatorie e magiche, che vennero successivamente trasmesse ad altri popoli mesopotamici. 
La lingua ufficiale del regno era l'accadico, e gli scribi in grado di padroneggiarlo avevano una notevole importanza. La lingua cassita originaria venne quindi abbandonata nei contesti religiosi e amministrativi (la si conosce principalmente tramite l'antroponimia) in favore dell'accadico, che era l'idioma più diffuso in Mesopotamia dai tempi dell'impero sargonico. Le principali opere letterarie composte dai Cassiti furono gli inni di lode agli dèi.

## Arte
L'arte cassita rientra nell'ambito dell'arte mesopotamica del II millennio a.C. Ultimamente gli storici che riconoscevano l'arte cassita soprattutto nei tipici monumenti chiamati kudurru, ossia pietre raffiguranti donazioni effettuate da re a templi o a privati, dopo scavi recenti hanno rivalutato questo periodo artistico, rinunciando alla definizione di decadente. Infatti, la dinastia cassita, abbandonando le proprie origini rozze, si distinse per aver accolto l'arte del popolo conquistato, per riscattarla dalle rovine, recuperando lettere e arti, e talvolta per rinnovarla.
In architettura vennero ricostruiti i vecchi santuari babilonesi, introducendovi innovazioni quali l'uso di volte per le porte, di un blocco-basamento al di sotto del tempio, di rilievi figurali rappresentanti divinità montane o acquatiche, inserite sulla facciata del tempio, dai quali zampillava acqua. Tutti questi nuovi elementi verranno successivamente ripresi dai neobabilonesi.
Anche il palazzo cassita per eccellenza, quello di Dur-Kurigalzu, che necessitò quasi due secoli prima di essere ultimato, si distinse dal tipico palazzo babilonese di Mari per l'assenza della centralità dei due cortili, oltre che per le pitture murali raffiguranti sfilate di funzionari di corte, questi ultimi caratterizzati dall'alternanza di individui magri e alti e di altri bassi e tozzi.
L'arte cassita produsse ottimi prodotti scultorei, come mostrano i resti della monumentale statua in diorite raffigurante il re Kurigalzu, e la testa di leonessa caratterizzata da striature geometriche per disegnarne le rughe.
Molto ricca è stata anche la produzione vitrea durante il regno cassita. Resti di due bicchieri di vetro cassiti sono stati rinvenuti durante gli scavi del 1964 in uno strato di distruzione (800 a.C. circa) di Hasanlu, nell'Iran nord-occidentale. Si pensa che i bicchieri di vetro a mosaico fossero dei cimeli, forse per uso rituale, visto che il luogo del ritrovamento era un tempio. Le lastre di vetro utilizzate per creare queste immagini avevano colori molto vivaci e un'analisi più approfondita ha rivelato che erano di colore verde brillante, blu, bianco e rosso-arancio. Un testo cassita trovato a Dur-Kurigalzu menziona il vetro dato agli artigiani per la decorazione dei palazzi e un vetro simile è stato trovato lì. Un altro vetro simile datato 1500 a.C. è stato trovato a Tell al-Rimah.
Un più attento studio sull'arte cassita è stato svolto sui kudurru, realizzati in diorite scura, che comprendono spesso l'intera teologia dell'epoca, descritta nel dettaglio dalle divinità supreme fino a quelle infernali.
Nei sigilli cilindrici non mancarono figurazioni fantasiose a base di animali, di piante e di divinità, influenzate dai miti della fecondità e della fertilità.

## Galleria d'immagini

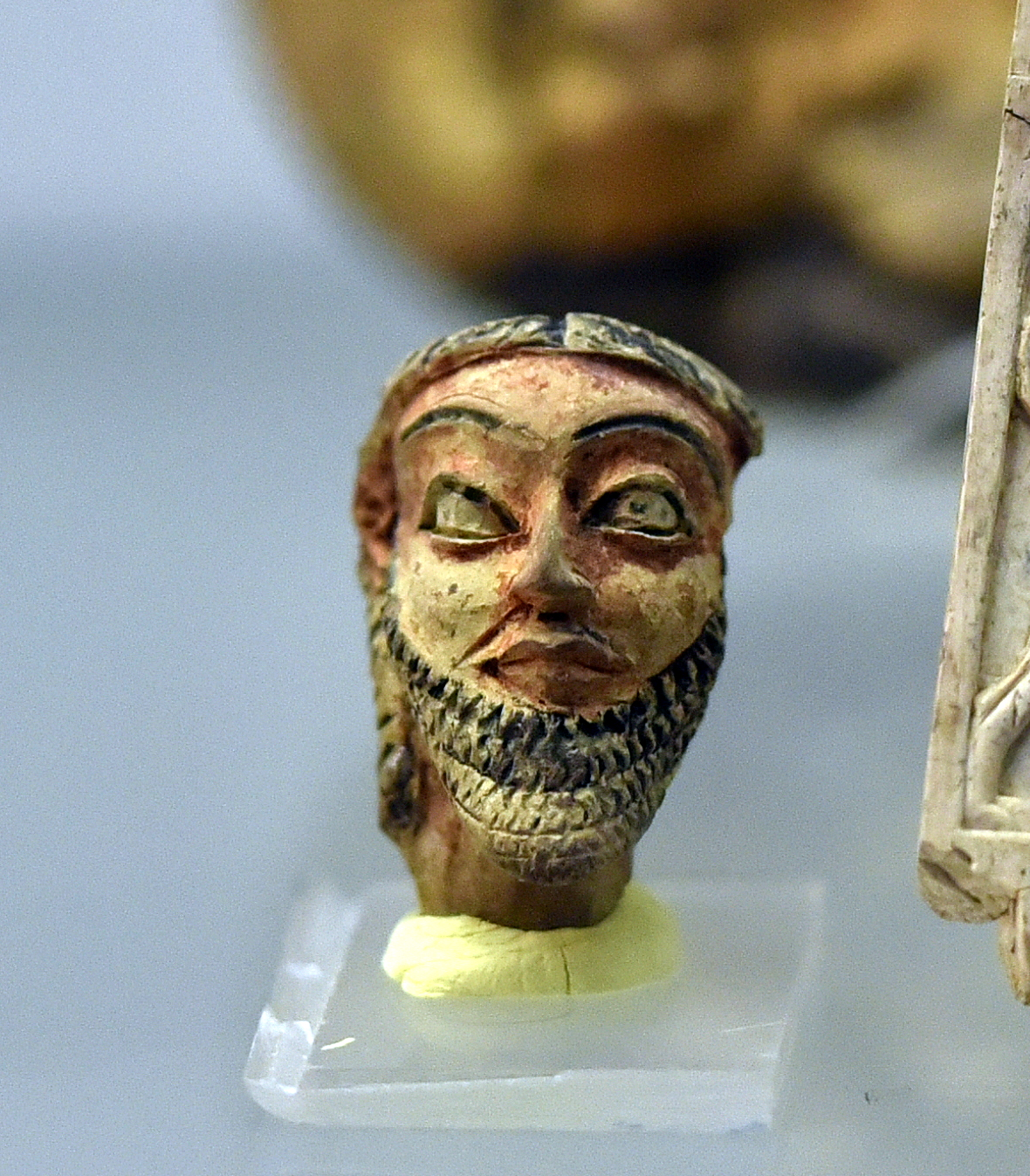
Testa maschile da Dur-Kurigalzu, Iraq, regno di Marduk-apla-iddina I. Iraq Museum
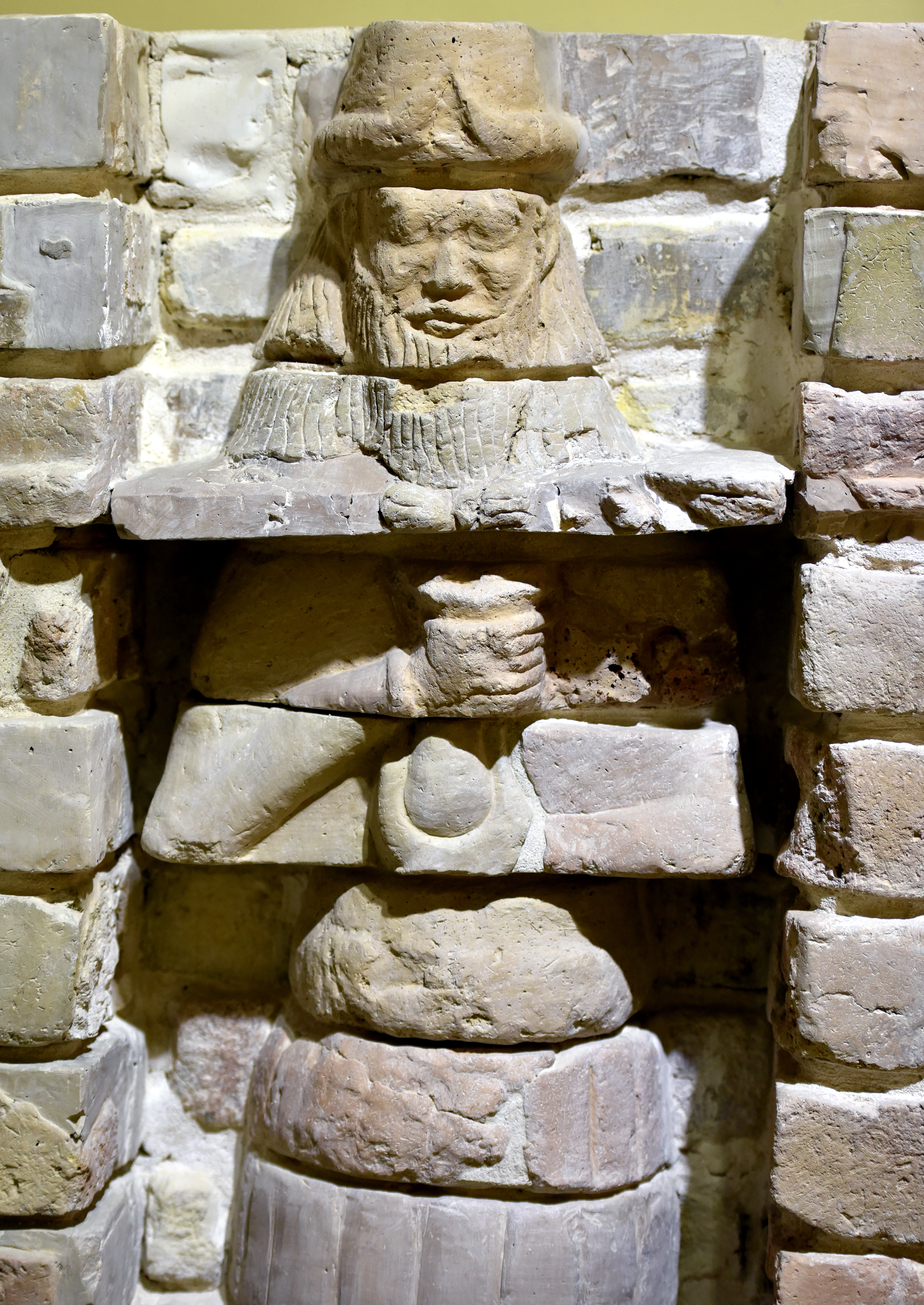
Dettaglio di rilievo della facciata del tempio di Inanna, Uruk
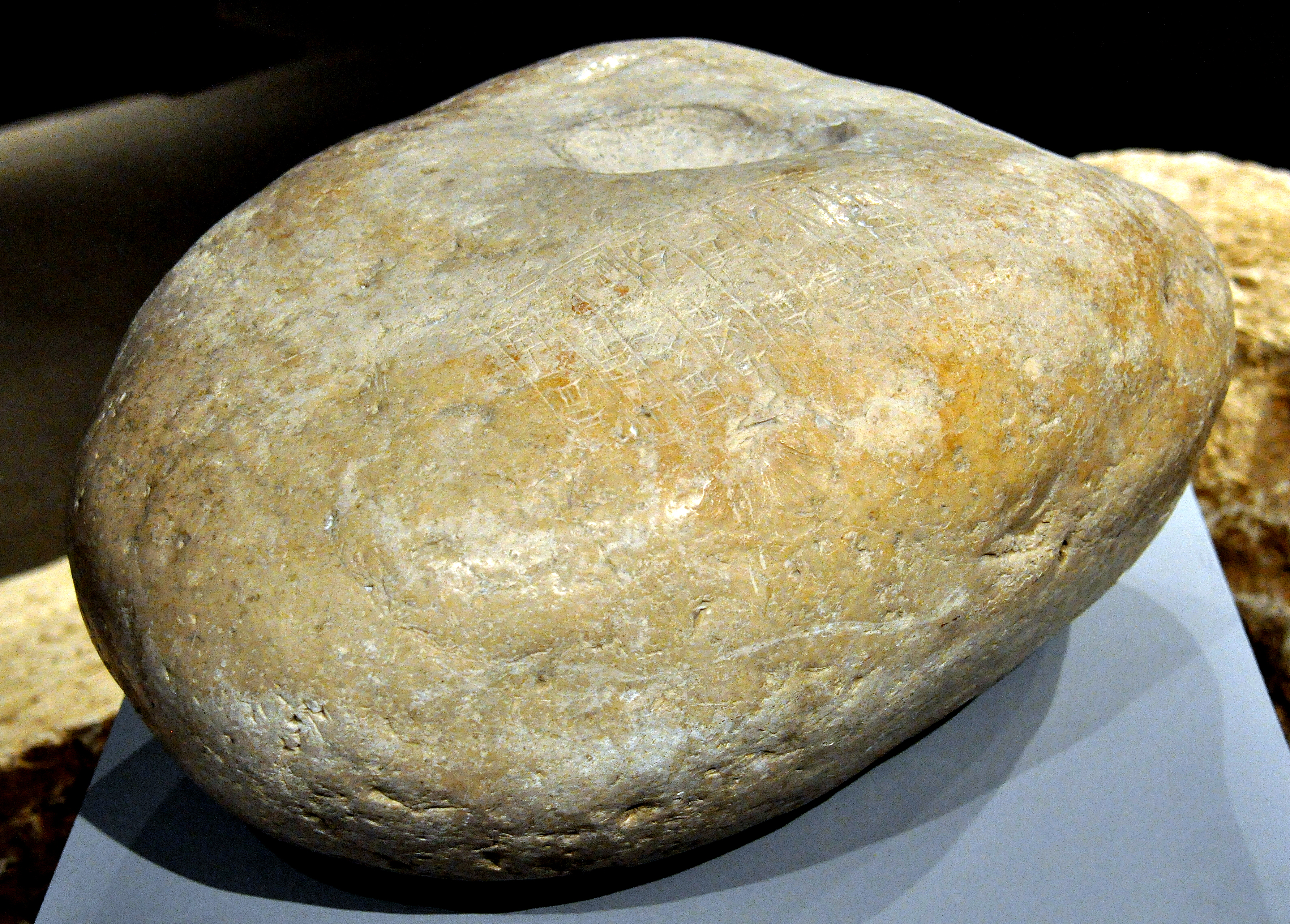
Soglia di porta, da Dur-Kurigalzu, Iraq. Periodo cassita, XIV secolo a.C.. Museo di Sulaymaniyah
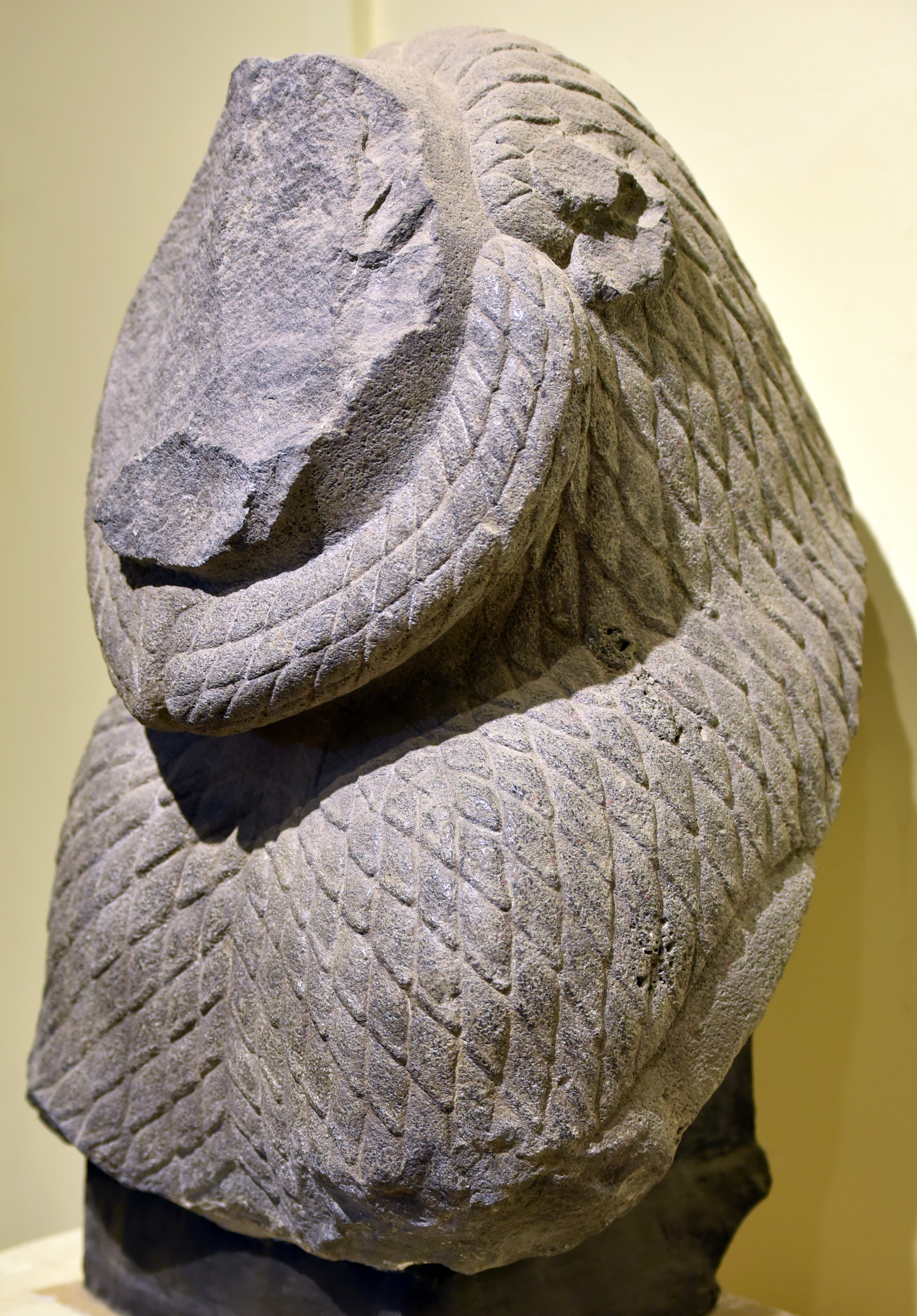
Statua di leone, periodo cassita, Museo nazionale iracheno
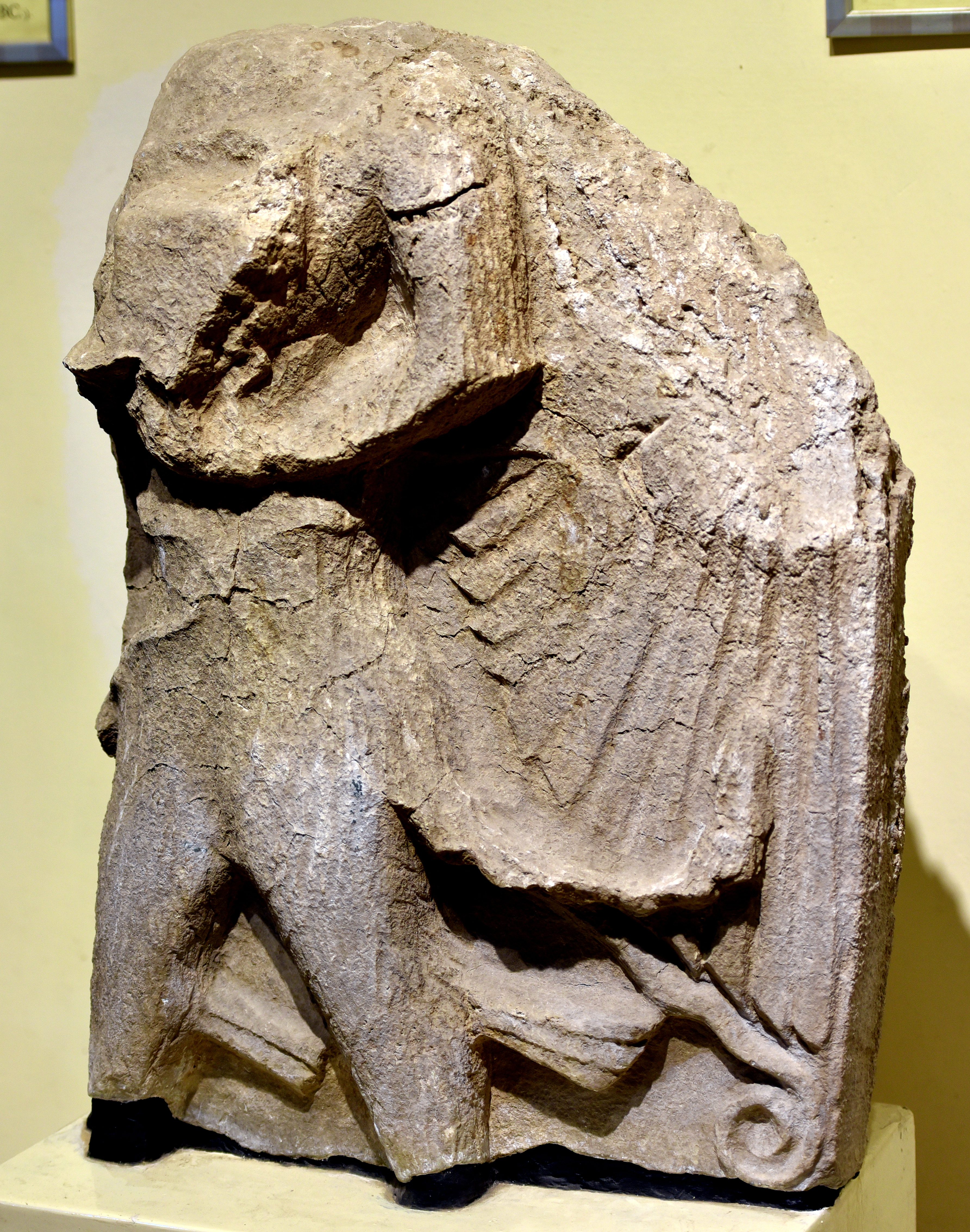
Rilievo di figura maschile da Tell al-Rimah, Museo nazionale iracheno
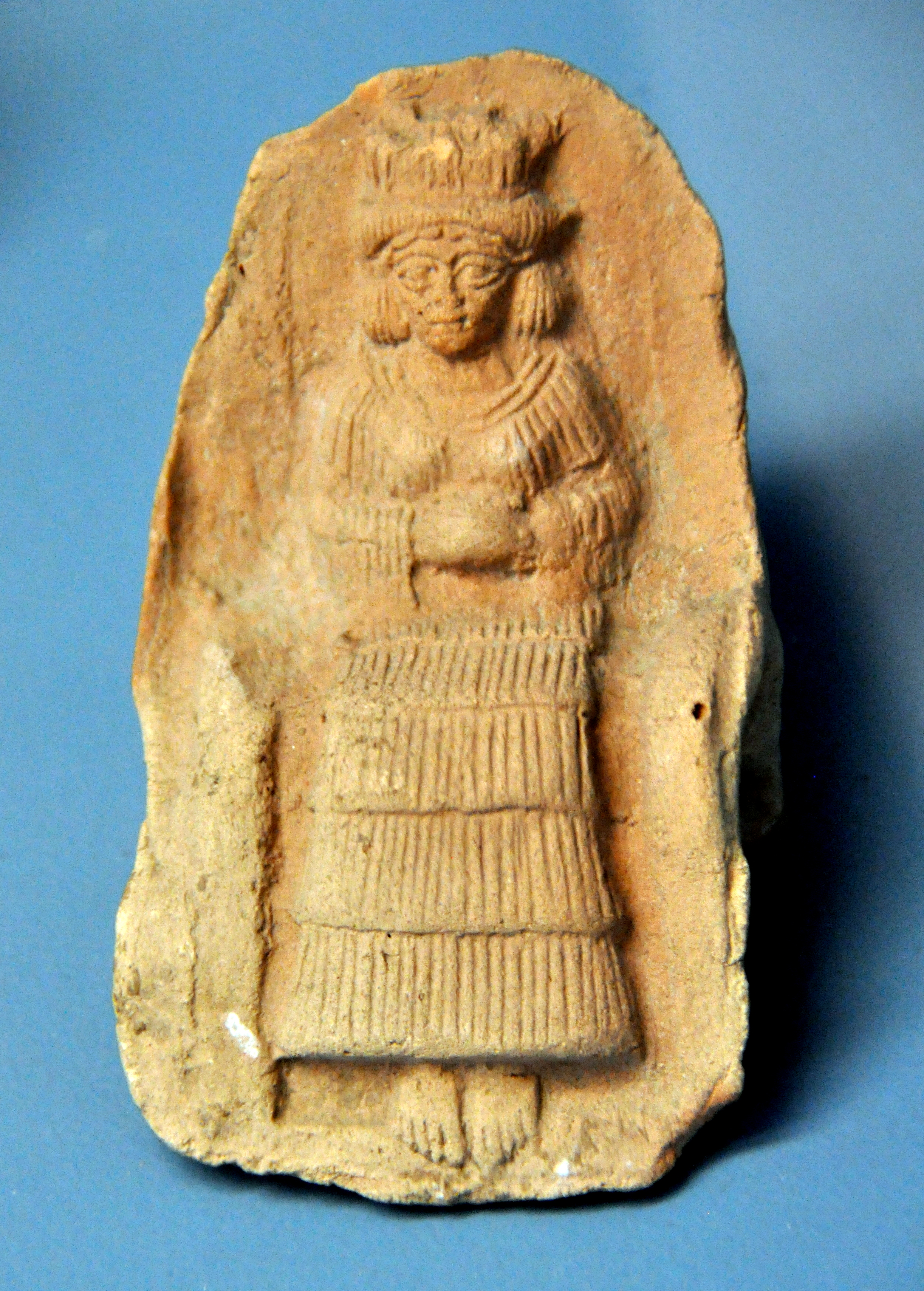
Placchetta di terracotta, dalla Mesopotamia meridionale, Iraq. Periodo cassita. Ancient Orient Museum
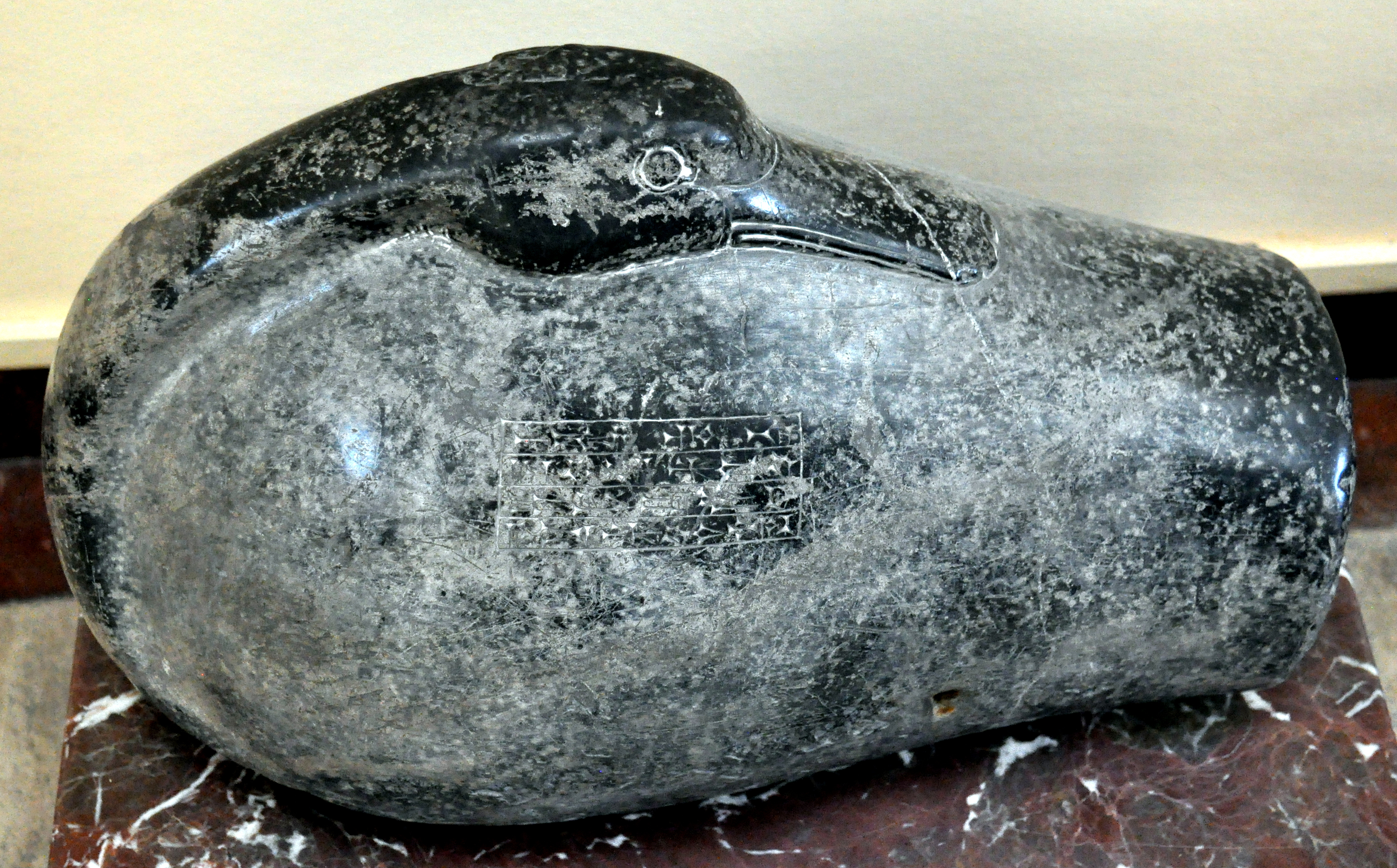
Peso in forma di anatra, che riporta il nome del sacerdote Mashallim-Marduk, da Babilonia. Ancient Orient Museum
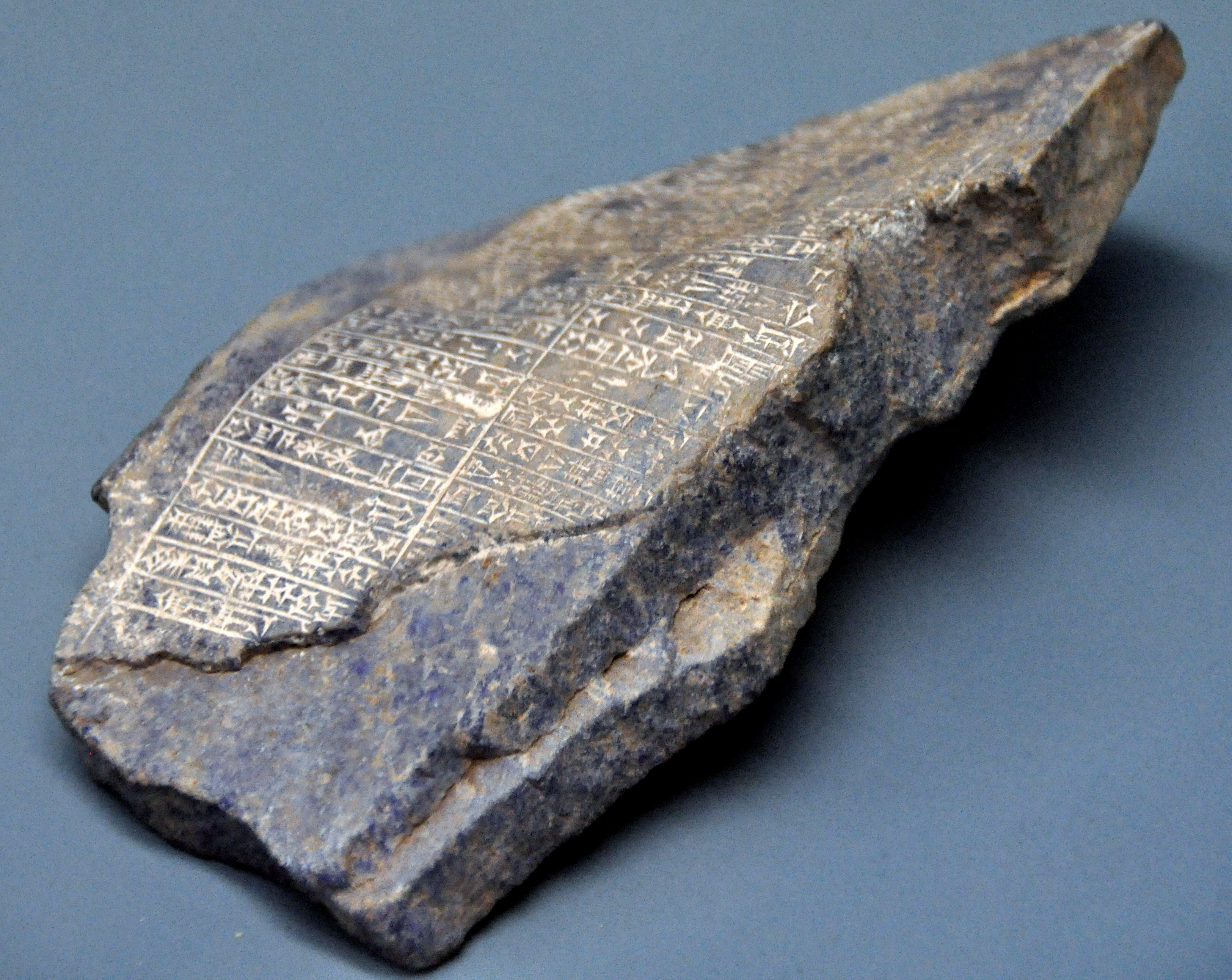
Frammento di lapislazuli con iscrizione cassita, Museo nazionale iracheno
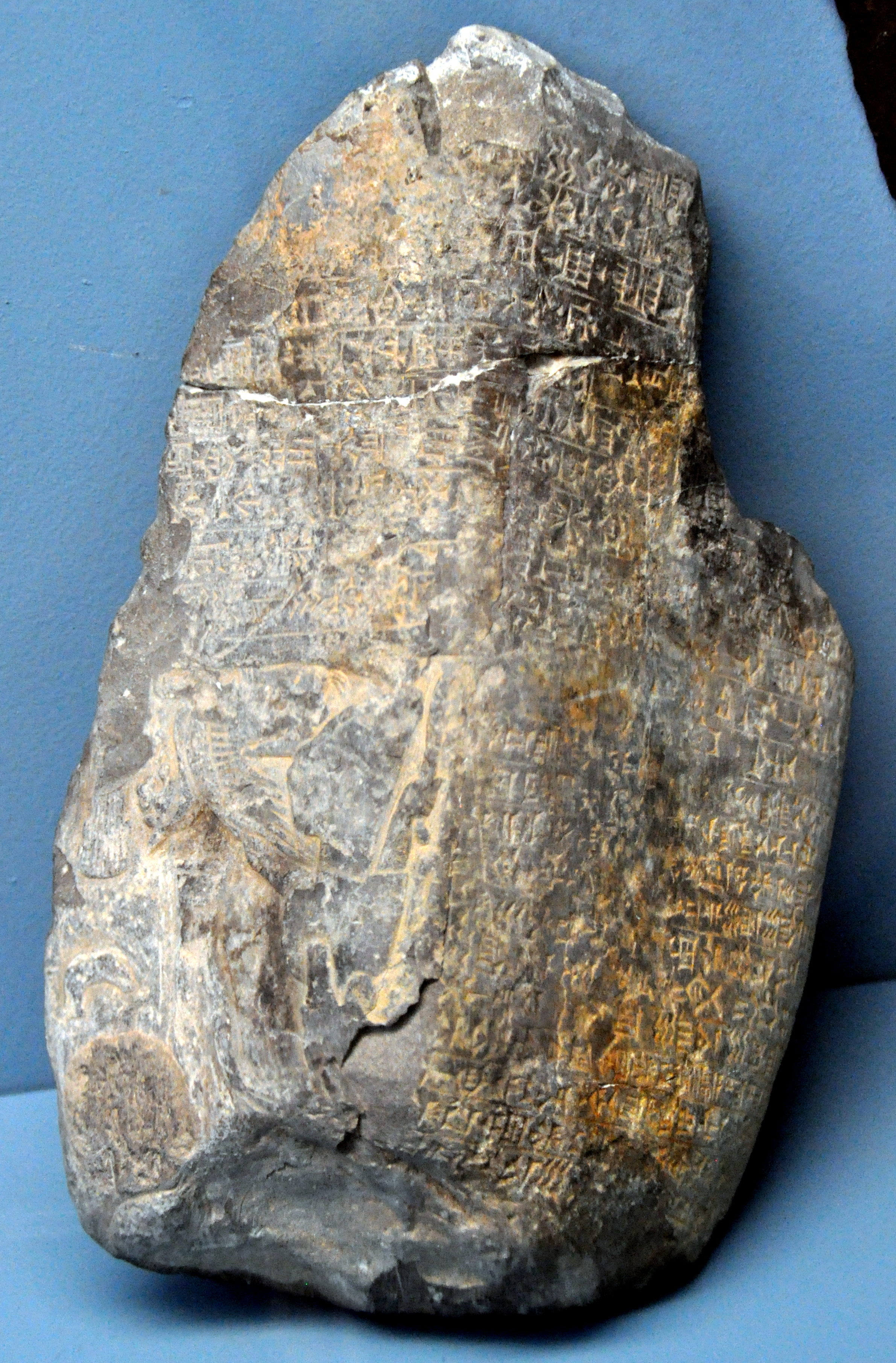
Kudurru menzionante il sovrano Kurigalzu II, da Nippur, Museo nazionale iracheno
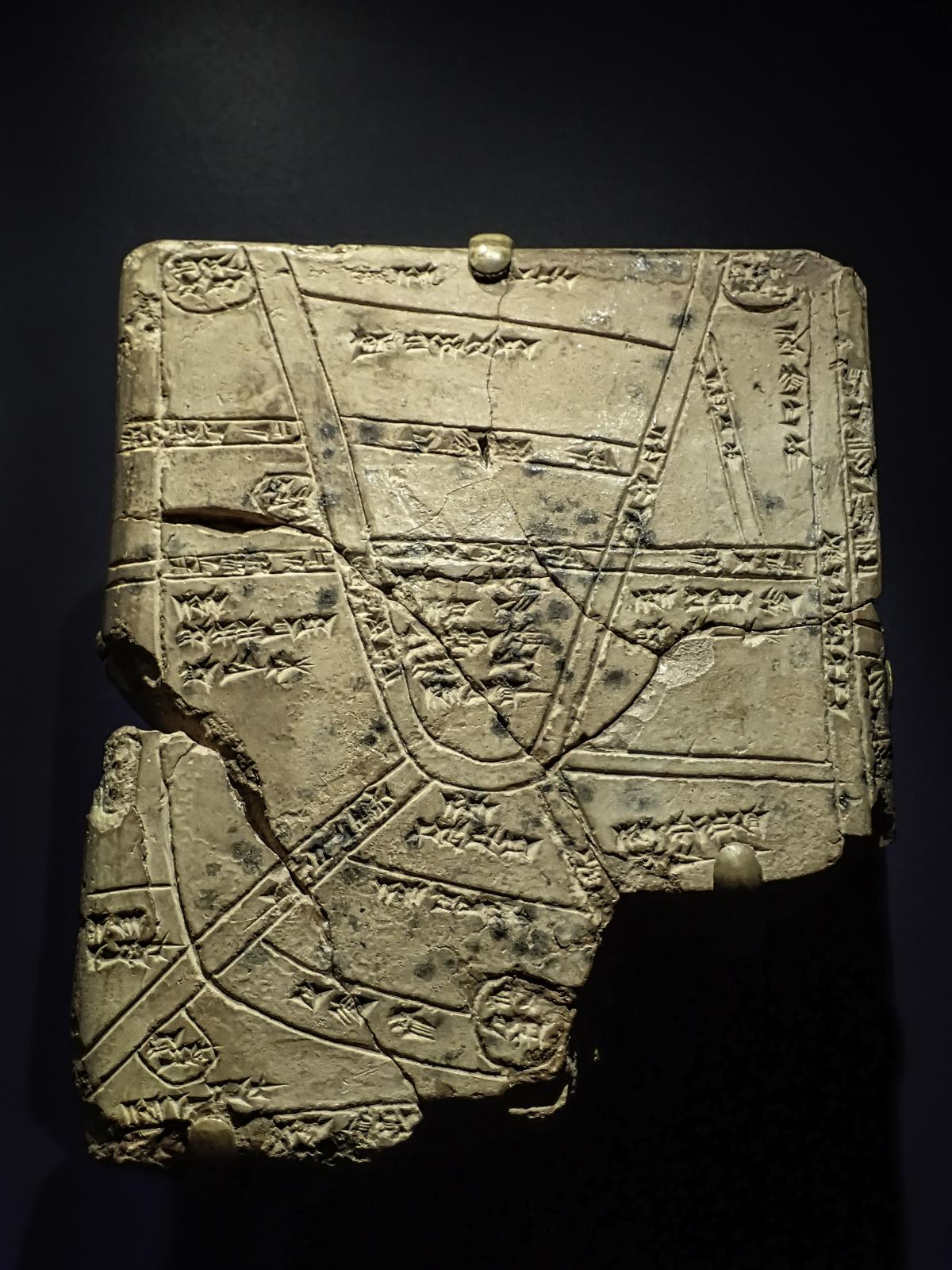
Tavoletta cuneiforme da Nippur, periodo cassita, 1550-1450 a.C.
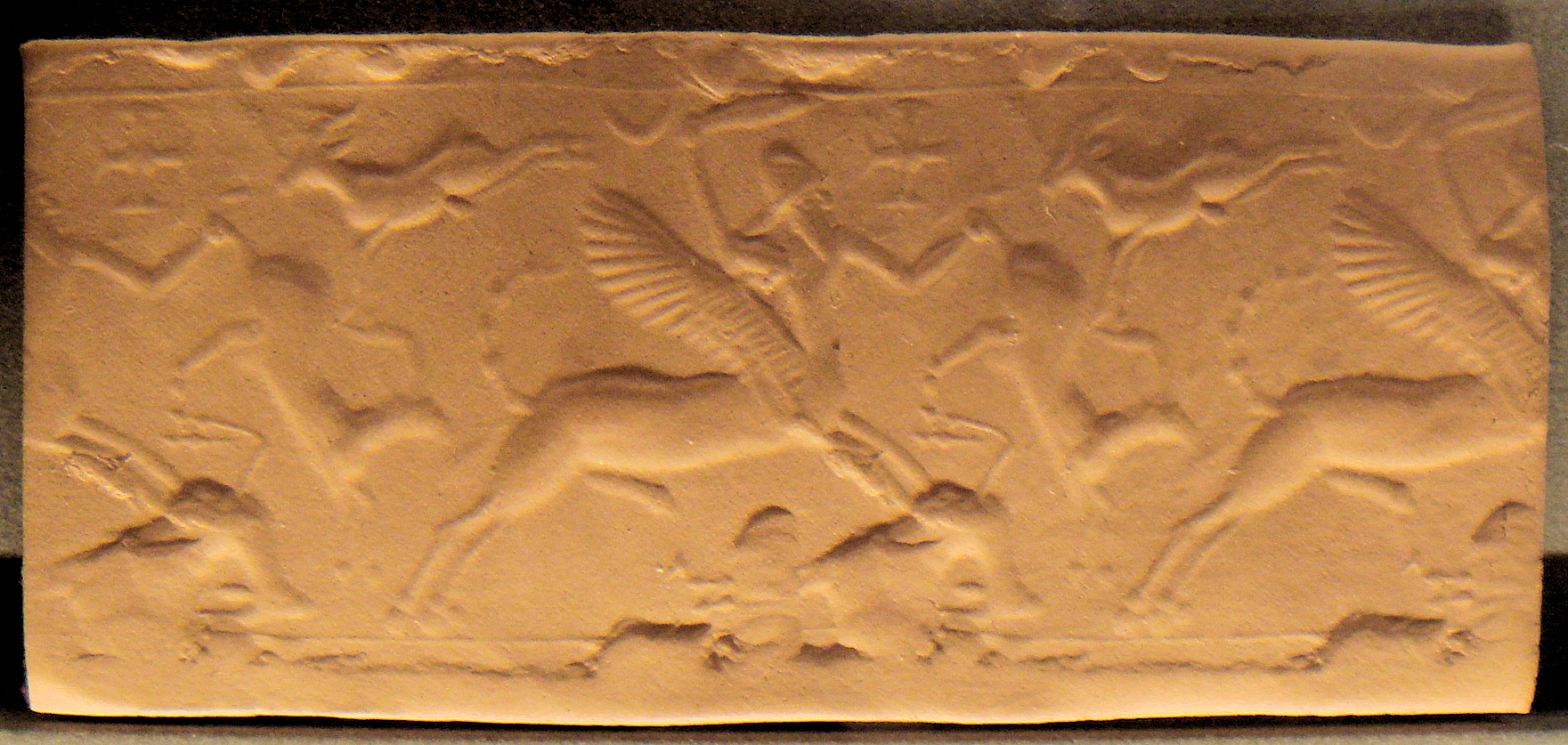
Centauro che caccia, periodo cassita. Museo del Louvre